# Nepal en los Juegos Olímpicos de Pekín 2008
Nepal estuvo representado en los Juegos Olímpicos de Pekín 2008 por ocho deportistas, cuatro hombres y cuatro mujeres, que compitieron en seis deportes.
El portador de la bandera en la ceremonia de apertura fue el practicante de taekwondo Deepak Bista. El equipo olímpico nepalí no obtuvo ninguna medalla en estos Juegos.